# Yue Yuen Industrial

Yue Yuen Industrial ist ein chinesisches Unternehmen mit Firmensitz in Hongkong, eine Tochtergesellschaft des taiwanischen Mischkonzerns Pou Chen. Das Unternehmen ist an der Börse in Hong Kong notiert und war bis zum 8. Juni 2009 in deren Aktienindex Hang Seng Index gelistet. ISIN = BMG988031446.

## Produkte und Marktposition
Yue Yuen Industrial produziert Schuhe an verschiedenen Standorten in China, Vietnam und Indonesien. Es ist der weltweit größte Auftragshersteller von Marken-Sportschuhen und Marken-Freizeitschuhen. Zu den produzierten Marken gehören Nike, adidas, Reebok, Asics, New Balance, Puma, Converse, Under Armour, Merrell, Salomon, Li Ning, Kappa, Dr. Martens, Crocs, Timberland, Wal-Mart, Hush Puppies, Nautica, Wolverine und Rockport, die aber nicht firmeneigene Marken sind.

## Besitzverhältnisse und Leitung
Kontrolliert wird das Unternehmen von der taiwanischen Familie Tsai. Vorsitzender des Unternehmens ist Lu Chin Chu (Stand: 2022).

## Geschichte
Das Unternehmen wurde im April 1988 gegründet. Im Juli 1992 ging es in Hong Kong an die Börse. Im April 2004 erwarb Yue Yuen 31 % an dem Unternehmen Eagle Nice (International) Holdings Limited und baute diesen Anteil bis 2005 auf 45 Prozent aus. Yue Yuen beschäftigte weltweit nach eigenen Angaben im Jahr 2005 rund 280.000 Mitarbeiter, im Jahr 2013 rund 423.000. Im Jahr 2012 wurden 313 Millionen Paar Schuhe hergestellt.

### Massenstreik 2014
Mitte April 2014 traten Zehntausende Beschäftigte der Fabrik in Dongguang in einen Streik, um mehrere (eigentlich bereits gesetzlich vorgeschriebene) Sozialleistungen einzufordern. In der Folge wurden einige Aktivisten, die sich für die Rechte der Arbeiter einsetzten, von Staatssicherheitsorganen verhaftet und ein polizeiliches Verfahren wegen Unruhestiftung eröffnet. Adidas hat aufgrund des Streiks dem Unternehmen einige Aufträge entzogen und an andere Zulieferer vergeben, um Auswirkungen auf die eigenen Geschäfte zu begrenzen. Auch Nike drohte mit Verlagerung der Produktion zu anderen Herstellern. Nachdem die Behörden Yue Yuen Industrial zu Nachzahlungen verpflichteten und einige der Forderungen der Arbeiter erfüllt wurden, endete der Streik Ende April nach etwa zweiwöchiger Dauer.